# Anton Collin
Anton Johannes Collin (* 12. Oktober 1891 in Pihlajavesi; † 31. Mai 1973 in Ähtäri) war ein finnischer Skilangläufer und Radrennfahrer.

## Werdegang
Collin, der für den Ähtärin Urheilijat und den Lahden Hiihtoseura startete, gewann im Jahr 1922 beim Holmenkollen Skifestival den 50-km-Lauf. Im folgenden Jahr siegte er bei den Lahti Ski Games über 10 km. Bei den Olympischen Winterspielen 1924 in Chamonix belegte er den 16. Platz über 18 km. Den Lauf über 50 km beendete er vorzeitig. Im selben Jahr nahm er als Radrennfahrer an den Olympischen Sommerspielen 1924 in Paris teil. Dabei startete er im Straßenrennen, das er aber vorzeitig beendete. In der Teamwertung errang er den 13. Platz. Im März 1925 lief er bei den Lahti Ski Games auf den dritten Platz über 10 km. Sein letztes internationales Rennen absolvierte er bei den Nordischen Skiweltmeisterschaften 1926 in Lahti. Dort kam er auf den 13. Platz über 50 km.